# Synedoida nigromarginata
Synedoida nigromarginata là một loài bướm đêm trong họ Erebidae.